# 村上佑介
村上 佑介（むらかみ ゆうすけ、1984年4月27日 - ）は、東京都出身の元プロサッカー選手。ポジションはDF（CB、SB）。
村上水軍の末裔である。

## 来歴

### アマチュア時代
8歳の時に静岡県清水市でサッカーを始める。小学校6年次に北京・ソウル・ジャカルタ・東京4都市少年サッカー大会東京都代表、国士舘高等学校で全国高等学校サッカー選手権大会に出場。その後国士舘大学を経て順天堂大学に移り、ユニバーシアード日本代表にも選出された。大学選抜の同期には長友佑都、兵藤慎剛などがいる。2007年に柏レイソルの特別指定選手に登録された。

### 柏レイソル
2008年より、正式に柏に入団。10月4日に行われた大宮アルディージャ戦で初出場・初先発でハットトリックを達成するという鮮烈なプロデビューを飾った。DF登録の新人選手として、そして日本人選手として史上初の快記録であった。2009年はリーグ戦22試合に出場して4得点を記録したが、その後は自身の怪我や酒井宏樹の台頭もあり出場機会が減少した。

### アルビレックス新潟
2011年7月、出場機会を求めてアルビレックス新潟に完全移籍。2012年には自身最多となるリーグ戦30試合に出場したが2013年は僅か3試合の出場に留まり、オフに契約満了となり新潟を退団。

### 愛媛FC
2014年より愛媛FCに加入。特に2015年はクラブ初のJ1昇格プレーオフ出場に貢献した。

### V・ファーレン長崎
2016年よりV・ファーレン長崎に完全移籍。愛媛に残留するつもりであったが長崎からの熱心なオファーを受け加入に至った。移籍初年より主将を務める。2017年シーズン終了後、現役引退が発表された。
2018年よりアカデミーコーチに就任した。
2021年、V・ファーレン長崎トップチームのアシスタントコーチに就任。2025年6月16日、退任が発表された。

## 所属クラブ
ユース経歴
- 府ロクサッカー少年団
- 読売日本サッカークラブ・ジュニアユース
- FC府中U-15
- 国士舘高等学校
- 府ロクファミリー（国士舘大学）
- 順天堂大学
  - 2007年 柏レイソル （特別指定選手）

プロ経歴
- 2008年 - 2011年7月 柏レイソル
- 2011年7月 - 2013年 アルビレックス新潟
- 2014年 - 2015年 愛媛FC
- 2016年 - 2017年 V・ファーレン長崎

## 個人成績
| 国内大会個人成績 | 国内大会個人成績 | 国内大会個人成績 | 国内大会個人成績 | 国内大会個人成績 | 国内大会個人成績 | 国内大会個人成績 | 国内大会個人成績 | 国内大会個人成績 | 国内大会個人成績 | 国内大会個人成績 | 国内大会個人成績 |
| 年度             | クラブ           | 背番号           | リーグ           | リーグ戦         | リーグ戦         | リーグ杯         | リーグ杯         | オープン杯       | オープン杯       | 期間通算         | 期間通算         |
| 年度             | クラブ           | 背番号           | リーグ           | 出場             | 得点             | 出場             | 得点             | 出場             | 得点             | 出場             | 得点             |
| 日本             | 日本             | 日本             | 日本             | リーグ戦         | リーグ戦         | リーグ杯         | リーグ杯         | 天皇杯           | 天皇杯           | 期間通算         | 期間通算         |
| ---------------- | ---------------- | ---------------- | ---------------- | ---------------- | ---------------- | ---------------- | ---------------- | ---------------- | ---------------- | ---------------- | ---------------- |
| 2008             | 柏               | 25               | J1               | 6                | 3                | 2                | 0                | 5                | 0                | 13               | 3                |
| 2009             | 柏               | 25               | J1               | 22               | 4                | 5                | 0                | 1                | 0                | 28               | 4                |
| 2010             | 柏               | 25               | J2               | 7                | 1                | -                | -                | 0                | 0                | 7                | 1                |
| 2011             | 柏               | 25               | J1               | 5                | 0                | 0                | 0                | -                | -                | 5                | 0                |
| 2011             | 新潟             | 25               | J1               | 15               | 0                | 2                | 0                | 1                | 0                | 18               | 0                |
| 2012             | 新潟             | 25               | J1               | 30               | 0                | 6                | 0                | 0                | 0                | 36               | 0                |
| 2013             | 新潟             | 25               | J1               | 3                | 0                | 2                | 0                | 0                | 0                | 5                | 0                |
| 2014             | 愛媛             | 25               | J2               | 36               | 2                | -                | -                | 2                | 0                | 38               | 2                |
| 2015             | 愛媛             | 25               | J2               | 14               | 0                | -                | -                | 1                | 0                | 15               | 0                |
| 2016             | 長崎             | 27               | J2               | 32               | 2                | -                | -                | 0                | 0                | 32               | 2                |
| 2017             | 長崎             | 27               | J2               | 6                | 0                | -                | -                | 1                | 0                | 7                | 0                |
| 通算             | 日本             | 日本             | J1               | 81               | 7                | 17               | 0                | 7                | 0                | 105              | 7                |
| 通算             | 日本             | 日本             | J2               | 95               | 5                | -                | -                | 2                | 0                | 97               | 5                |
| 総通算           | 総通算           | 総通算           | 総通算           | 176              | 12               | 17               | 0                | 11               | 0                | 204              | 12               |

- 2007年は特別指定選手

その他の公式戦
- 2015年
  - J1昇格プレーオフ 1試合0得点
- Jリーグ初出場・初得点 - 2008年10月4日 J1第28節 vs大宮アルディージャ（NACK5スタジアム大宮）

## 指導歴
- 2018年 - 2025年6月 V・ファーレン長崎
  - 2018年 U-18 コーチ
  - 2019年 U-15 コーチ
  - 2020年 U-18 監督
  - 2021年 - 2025年6月 トップチーム コーチ